# Backplate (Tauchen)
Die Backplate, seltener auch Grundplatte oder Rückenplatte genannt, besteht aus Kunststoff, Stahl oder Aluminium und wird beim Tauchen verwendet.
Im Sporttauchbereich ist die Rückenplatte meist aus Kunststoff und fest in die Tarierweste eingebaut. Beim technischen Tauchen (Tec-Diving) wird die Metall-Backplate über Bolzen mit dem Doppelgerät, oder – eher selten – einer einzelnen Druckluftflasche verschraubt. Der Auftriebskörper, die Wing-Blase, ist dabei zwischen Backplate und Flaschen befestigt und mit verschraubt.
Auch das Gewichtssystem kann entweder als Beutel mit Schrotblei im Rückenfalz oder als V-Weight zwischen den Flaschen und der Wing-Blase eingeschraubt sein.
Die Schulter- und Bauchtragegurte, auch als Harness bezeichnet, sind ebenfalls an dieser Rückenplatte befestigt. Dazu hat die Backplate spezielle Schlitze, durch welche die Gurte eingefädelt werden. Üblicherweise bietet sie zusätzliche Funktionslöcher zum Anbringen weiterer Ausrüstung.